# Dinocheirus athleticus
Dinocheirus athleticus es una especie de arácnido  del orden Pseudoscorpionida de la familia Chernetidae.

## Distribución geográfica
Se encuentra en Colorado (Estados Unidos).